# رابطة علماء ليبيا
رابطة علماء ليبيا هي رابطة تضم علماء الدين المسلمين في ليبيا. وأول مجموعة من علماء الدين تتشكل وتطالب بالإطاحة بنظام العقيد معمر القذافي. وتشكلت قبل تشكل المجلس الوطني الانتقالي الليبي ومكتبه التنفيذي حيث وافقت على تشكيل حكومة مؤقتة. كانت تحمل في بداية تشكلها اسم (شبكة العلماء الأحرار).
رئيسها الحالي هو الشيخ عمر مولود عبد الحميد، ونائبه الدكتور إدريس فضيل.

## مواقف
تعد مواقف الرابطة معارضة للتطرف الإسلامي وملتزمة بالمذهب المالكي وتنتقد صراحةً تصرفات من تصفهم (المتطرفين) في ليبيا، كما حدث في إدانة نبش القبور والتعدي على حرمات الموتى في الأضرحة في العديد من أنحاء ليبيا.
انتقدت الرابطة قرار إنشاء دار الإفتاء في ليبيا، وهو القانون الصادر من قبل المجلس الوطني الانتقالي بتاريخ 20 فبراير 2012 في بيان مفصل شديد اللهجة.

## وصلات خارجية
رابطة علماء ليبيا  على فيسبوك.